# Rashied Ali
Rashied Ali, nascido Robert Patterson (Filadélfia, 1 de julho de 1935 — Nova Iorque, 12 de agosto de 2009), foi um baterista americano de free jazz e avant-garde jazz ficou conhecido por ter tocado ao longo dos últimos anos de vida do saxofonista John Coltrane.

## Biografia
Rashied Ali nasceu em uma família musical, sua mãe cantou com Jimmie Lunceford. Seu irmão, Muhammad Ali, é também baterista que tocou com Albert Ayler entre outros.
Ali se mudou para nova Iorque em 1963 e trabalhou em grupos com Bill Dixton e Paul Bley. Ele também gravou com Pharoah Sanders, Alice Coltrane, James Blood Ulmer e muitos outros. Além disso, Ali foi determinado a ser o segundo baterista, junto com Elvin Jones, no álbum histórico de free jazz Ascension, mas ele saiu pouco antes de as gravações começarem. Coltrane não o substituiu. Ali começou a gravar o álbum Meditations com Coltrane em Novembro de 1965.
Rashied Ali morreu em 2009, vítima de um ataque cardíaco.